# Księga wójtowska
Księga wójtowska (łac. Liber advocatialis inscriptionum antiquarum oppidi) – księga protokołów rozpraw sądu wójtowskiego, który zajmował się przeważnie drobnymi wykroczeniami i przestępstwami przeciw porządkowi miejskiemu oraz naruszaniu dobrych obyczajów. Podaje m.in. nazwiska kolejnych wójtów. Była okazywana władzy królewskiej podczas tzw. lustracji starostw.

## Literatura
- Oswald Balzer Regestr złoczyńców grodu sanockiego: 1554-1638 (1891)